# Station Lelystad Zuid
Station Lelystad Zuid is een beoogd station in Lelystad dat bij de aanleg van de Flevolijn in 1988 in ruwbouw is aangelegd. Opening van het station wordt vooralsnog niet voorzien. Dat heeft te maken met de groei van Lelystad die minder krachtig is gebleken dan men bij aanleg van de Flevolijn had gedacht. Het station ligt nu nog in een onbebouwd gebied ten zuiden van de rand van de stad en is afgesloten met hekken om onbevoegden buiten het terrein te houden.
Het station is in ruwbouw gelijk aan de Almeerse stations Muziekwijk, Parkwijk en Buiten, die allen onder meer werden ontworpen door Peter Kilsdonk.

## Plannen
Op 31 mei 2006 heeft Staatsbosbeheer de mogelijkheid van een opening geopperd als tussen het station en het bezoekerscentrum van de Oostvaardersplassen een kabelbaan zou worden aangelegd. Ook is er gekeken of het station geopend zou kunnen worden voor de uitbreiding van Lelystad Airport. Er zou dan een pendelbus tussen het vliegveld en het station moeten gaan rijden.

### Warande/Lelystad Zuid
In 2009 is begonnen met de bouw van Warande. Dit is  een woongebied in de buurt Lelystad-Zuid met ruimte voor ongeveer 8500 huizen. Warande kan worden uitgebreid in de richting van het casco van station Lelystad Zuid, waarvan ingebruikname nog niet in zicht is. Door de kredietcrisis die begon in 2008 kwam de bouw van De Warande stil te liggen en nog niet in de gedachte vorm gerealiseerd.

## Sloop van toegang naar perron
Om de veiligheid op en rond het spoor te waarborgen heeft ProRail de trappen en de hellingbanen verwijderd.
Een aannemer begon op 21 november 2016 met de werkzaamheden.
0: Weesp · 
7: Almere Strand ·
12: Almere Poort ·
13: Almere Muziekwijk ·
15: Almere Centrum ·
17: Almere Parkwijk ·
20: Almere Buiten ·
22: Almere Oostvaarders ·
38: Lelystad Zuid ·
40: Lelystad Centrum
Almere:
-Buiten ·
-Centrum ·
-Muziekwijk ·
-Oostvaarders ·
-Parkwijk ·
-Poort ·
Dronten ·
Lelystad Centrum